# سید علی موسوی (خداداد)
سید علی (خداداد) موسوی (زاده ۶ دی / جُدَی ۱۳۶۲) از نویسندگان معاصر افغانستان است که تا به حال جوایز متعددی را در زمینه داستان کوتاه برنده شده‌است.

## زندگی
سید علی موسوی در سال ۱۳۶۴ در شهر بلخ افغانستان به دنیا آمد و در همان کودکی به همراه خانواده‌اش به ایران مهاجر شد. او تحصیلاتش را تا مقطع پیش‌دانشگاهی در رشته ریاضی و فیزیک در شهرستان کاشان ادامه داد و همراه با بازگشت آرامش به افغانستان به وطنش بازگشت. وی در افغانستان در کنار کار در شرکت‌ها و اداره‌های مختلف وارد دانشگاه شد و در سال ۱۳۹۳ در رشته مدیریت بازرگانی، فارغ التحصیل شد.
سید علی موسوی در سال ۱۳۹۴ وارد دانشکده مدیریت دانشگاه تهران شد.

## داستان
سید علی موسوی در سال ۱۳۸۷ و با آشنایی با انجمن نویسندگان بلخ داستان‌نویسی را آغاز کرد. سپس با تعداد دیگری از نویسندگان بلخی خانه داستان بلخ را پایه‌گذاری کرد. طی سال‌های ۱۳۸۷ تا ۱۳۹۲ در مسابقات زیادی شرکت کرد و جوایز متعددی را کسب نمود. در سال ۱۳۹۰ مجموعه داستان‌هایش با نام کابل جای آدم نیست توسط نشر تاک در کابل به چاپ رسید.

## جوایز
- ۱۳۸۷ - داستان آشیانه‌ای برای دو پرنده؛ برنده مقام نخست جشنواره صلح ولایت بخل
- ۱۳۸۸ - داستان شب اول قبر؛ برنده مقام نخست جشنواره اوسانه سی سانه، خانه داستان بلخ
- ۱۳۸۸ - داستان رنگ‌های بی‌صدا؛ برنده مقام دوم پنجمین جشنواره قند پارسی، خانه ادبیات افغانستان (تهران)
- ۱۳۹۰ - داستان مادکه لال؛ برنده مقام دوم دوم سومین جشنواره اوسانه سی سانه، خانه داستان بلخ
- ۱۳۹۱ - داستان‌های عروسک پارچه‌ای و قرارگاه؛ برنده مقام نخست ششمین جشنواره قند پارسی، خانه ادبیات افغانستان (تهران)
- ۱۳۹۲ - داستان زاغ دم سفید؛ برنده مقام نخست جشنواره تسنیم، ویژه ادبیات کودک (تهران)

## آثار
- کابل جای آدم نیست، مجموعه داستان‌های کوتاه، انتشارات تاک، کابل، ۱۳۹۰
- شبیه گلدان سمیرا (جمع‌آوری و ویراستاری)، مجموعه داستان‌های کوتاه اعضای خانه *داستان بلخ، انتشارات بودا، ۱۳۹۱
- به سوی انتخاب، مستندی در مورد انتخابات افغانستان، ۱۳۸۹
- فصل کاغذپران، فیلم کوتاه داستانی، ۱۳۹۱
- حتی برای مورچه‌ها، فیلم کوتاه داستانی، ۱۳۹۳
- اسماعیل به خانه برنگرد، فیلم کوتاه داستانی، ۱۳۹۴